# Szigetcsép
Szigetcsép is een plaats (község) en gemeente in het Hongaarse comitaat Pest. Szigetcsép telt 2348 inwoners (2001).

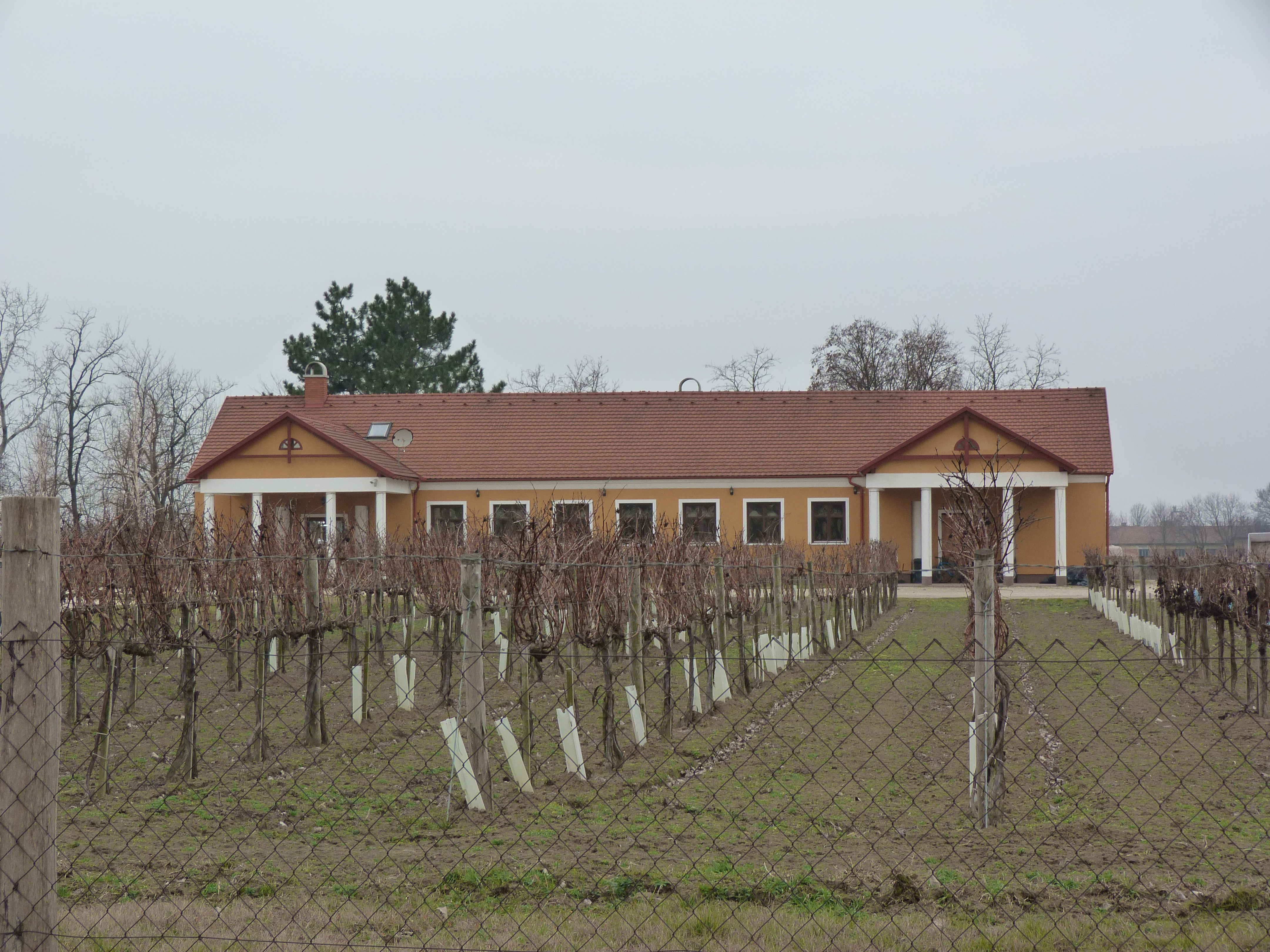
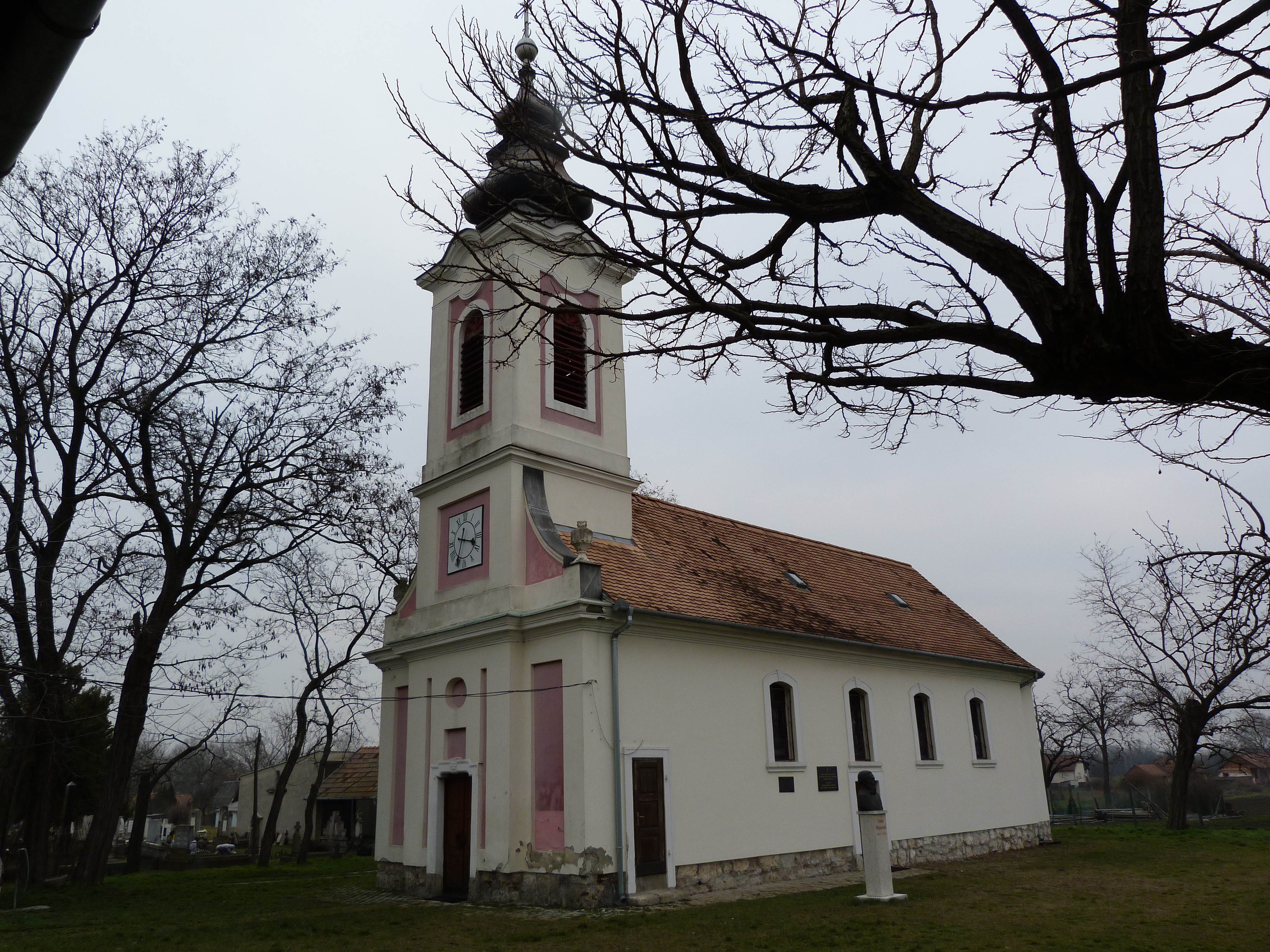
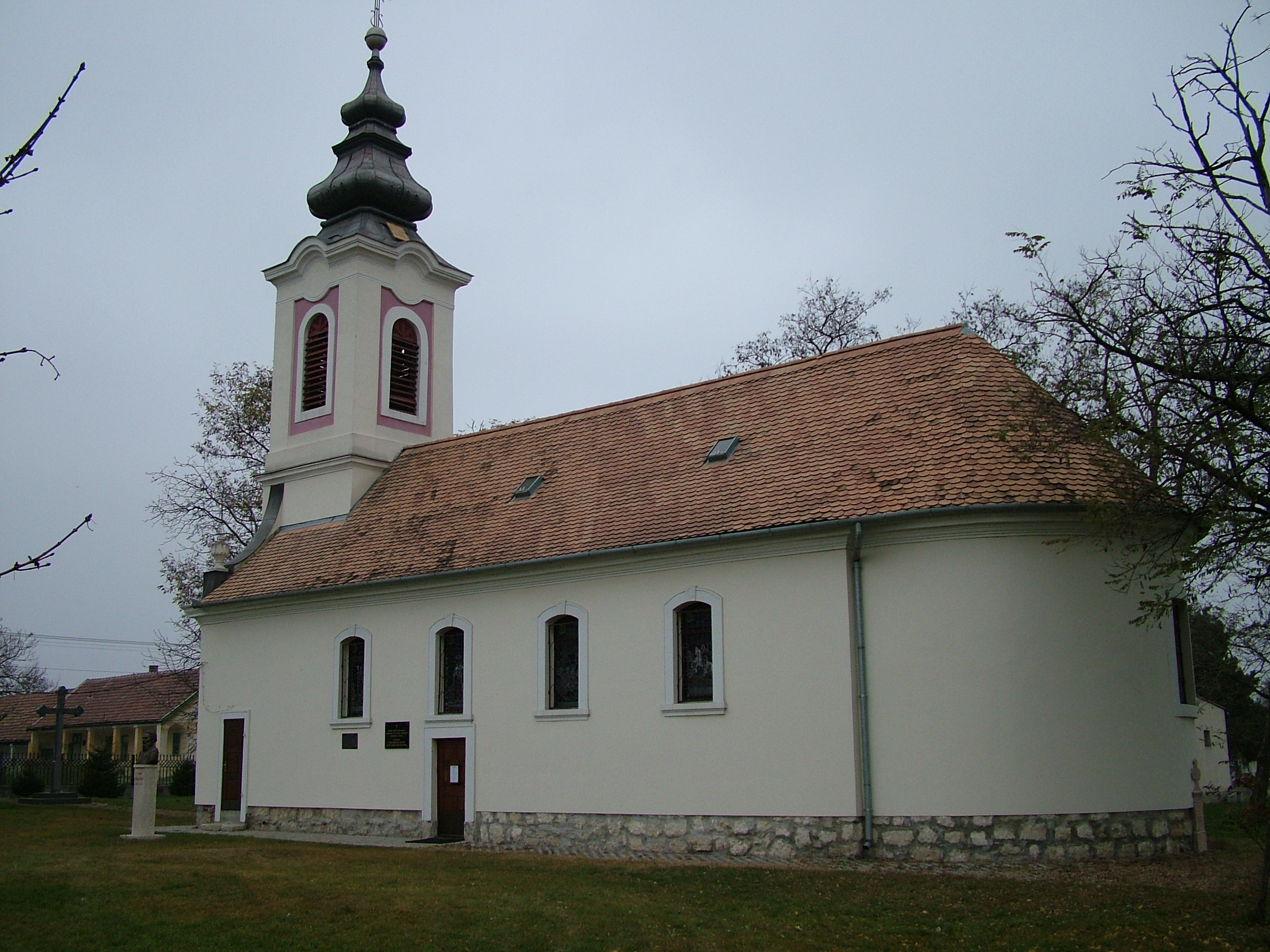
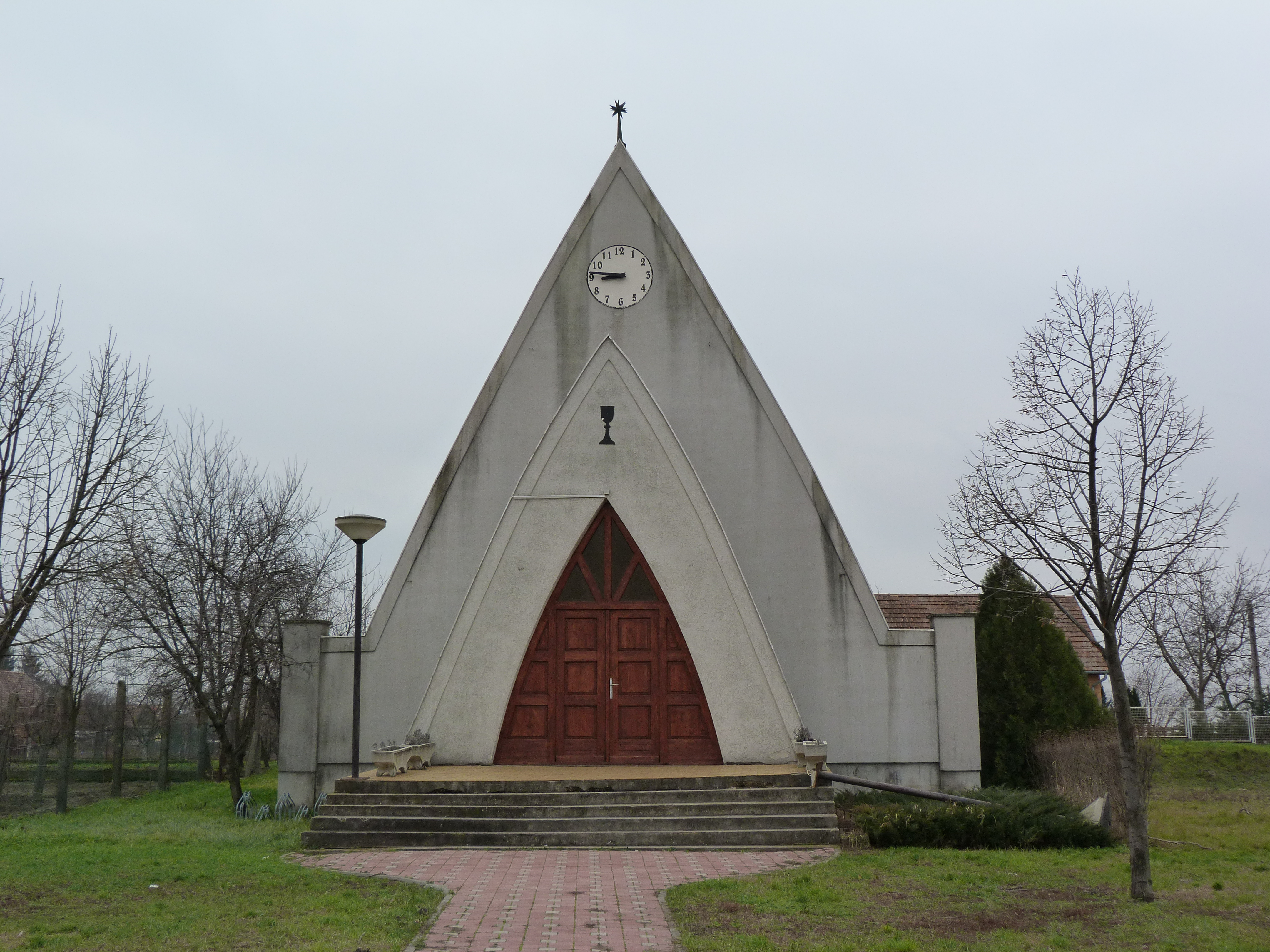
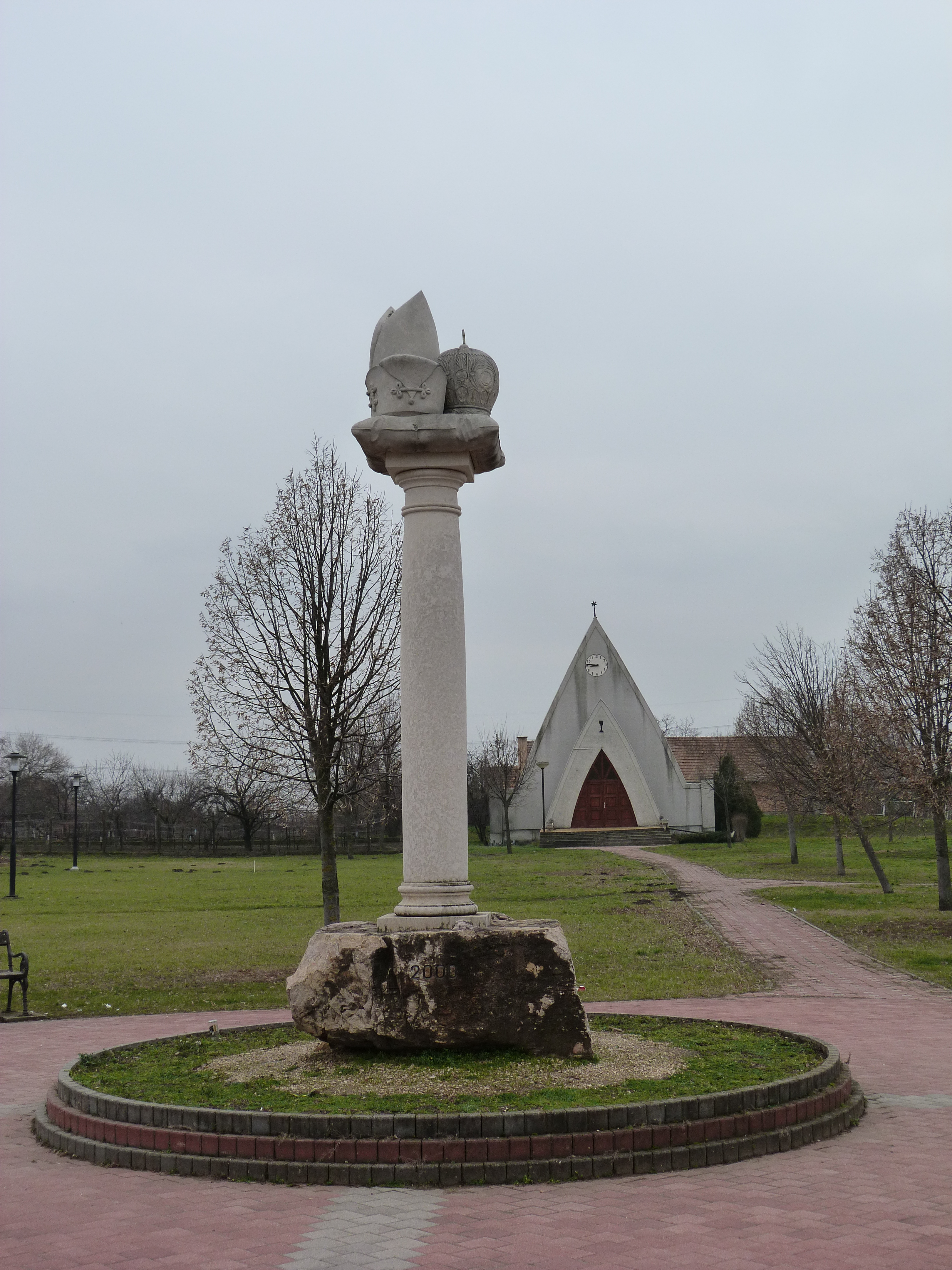